# JEdit
jEdit是一个用Java语言开发的文本编辑器，在GPL下发布。它可以在Windows、Linux、Mac OS等多种平台下运行，并且有很多插件，可以扩充基本功能。它也支持80多种文件类型的文法加亮显示。支持包括UTF-8在内的多种字符编码。
jEdit也有很方便的宏定义功能，可以用BeanShell、Jython和JavaScript等脚本语言。